# 休場遺跡
休場遺跡（やすみばいせき）は、静岡県沼津市宮本・足高にある旧石器時代の遺跡。1979年（昭和54年）1月24日に旧石器時代の遺跡として初めて国の史跡に指定された。

## 概要
この遺跡は、愛鷹山中腹の一尾根上にあり、標高約280メートルで南に駿河湾・伊豆半島を臨む。尾根頂部は幅約60メートルで平坦地となっており、両側を比高10メートル以上の急な沢にはさまれている。
休場遺跡が明治大学等により発掘調査されたのは1964年（昭和39年）のことで、多量の細石刃・細石刃核および2か所の石囲の炉が発見され、以来、日本の細石器文化の代表的な遺跡として著名となった。
石器は現地表よりおよそ2メートル下の古期富士降下火砕層及びその上層の富士黒土層に含まれているが、石囲炉が古期富士降下火砕層の上部に埋没しており、その水準がほぼかつての生活面を示すものと思われる。炉は河原石を半円形ないし長楕円形に並べたもので、周囲に木炭が散布し、1基の炉には焼土がみとめられた。出土した石器・石片の総数は4412点で、細石刃、細石刃核の他に削器大形剥片石器などがある。
日本における細石刃文化は円錐形細石核と舟底形細石核を主体とする文化の2つに大別されるが、本遺跡は前者の典型を示すものであり、また、石囲炉は竪穴建物が定着する以前のものとしてはほとんど他に類例がなく、当時の生活様式を知る上で極めて重要なものである。